# Alexander Bard
Alexander Bengt Magnus Bard (ur. 17 marca 1961 w Motali) – szwedzki muzyk, artysta i filozof kultury. W latach 90. XX w. współtworzył popowy gejowski zespół Army of Lovers i występował jako drag queen. Działał wówczas jako działacz LGBT walczący z AIDS. Zajmował się promocją szwedzkiej muzyki pop. Jest autorem książek filozoficznych, propaguje zoroastrianizm. Był popularyzatorem Internetu na początku jego powstania. Gra w elektro-popowym trio Bodies Without Organs.

## Życiorys
Urodził się i wychował w Motali nad jeziorem Wetter w Szwecji. Mając zaledwie 17 lat opuścił rodzinne miasto i wyjechał do Stanów Zjednoczonych. Podjął tam naukę początkowo jako uczeń college’u w Ohio, a następnie student sztuk teatralnych w Nowym Jorku. Po trzech latach wrócił do Szwecji i zamieszkał w Sztokholmie. Odbył służbę wojskową, po której podjął pracę jako instruktor transportu morskiego w szwedzkiej agencji wspomagania rozwoju trzeciego świata SIDA. W 1982 roku przeniósł się do Amsterdamu, gdzie przez dwa lata zajmował się działaniami artystycznymi tworząc sztukę wideo i performance z Jackiem Moore’em, pionierem sztuki wideo. W 1984 roku podjął studia na Wyższej Szkole Handlowej w Sztokholmie na kierunku geografii ekonomicznej.
Na studiach ekonomicznych Bard zafascynował się kulturą popularną – postanowił zająć się ekonomicznym badaniem przemysłu rozrywkowego. Wtedy też zarobkowo zaczął pisać piosenki dla wytwórni muzycznych i szybko osiągnął w tym sukces. Jego pierwszym utworem, który zdobył dużą popularność, był The Way You Are nagrany przez Agnethę Faltskog z zespołu ABBA – w 1986 roku utwór znalazł się na pierwszym miejscu szwedzkich list przebojów. Od tego czasu datuje się kariera Alexandra Barda w świecie międzynarodowego biznesu muzycznego. W latach 80. XX w. napisał i wyprodukował w Szwecji ponad 40 piosenek. Odegrał też kluczową rolę w promocji szwedzkiej muzyki pop, zjawisku, które nazwano później fenomenem szwedzkiego eksportu muzycznego. Bard i grupa jego przyjaciół, zaczynając od zupełnych podstaw, w ciągu dziesięciu lat uczynili ze Szwecji największego po USA i UK producenta muzyki. Wylansowane przez nich zespoły: Army of Lovers, Vacuum, Alcazar i BWO sprzedały w sumie ponad 10 milionów płyt, a ich piosenki osiągały wysokie miejsca na listach przebojów ponad 30 krajów.

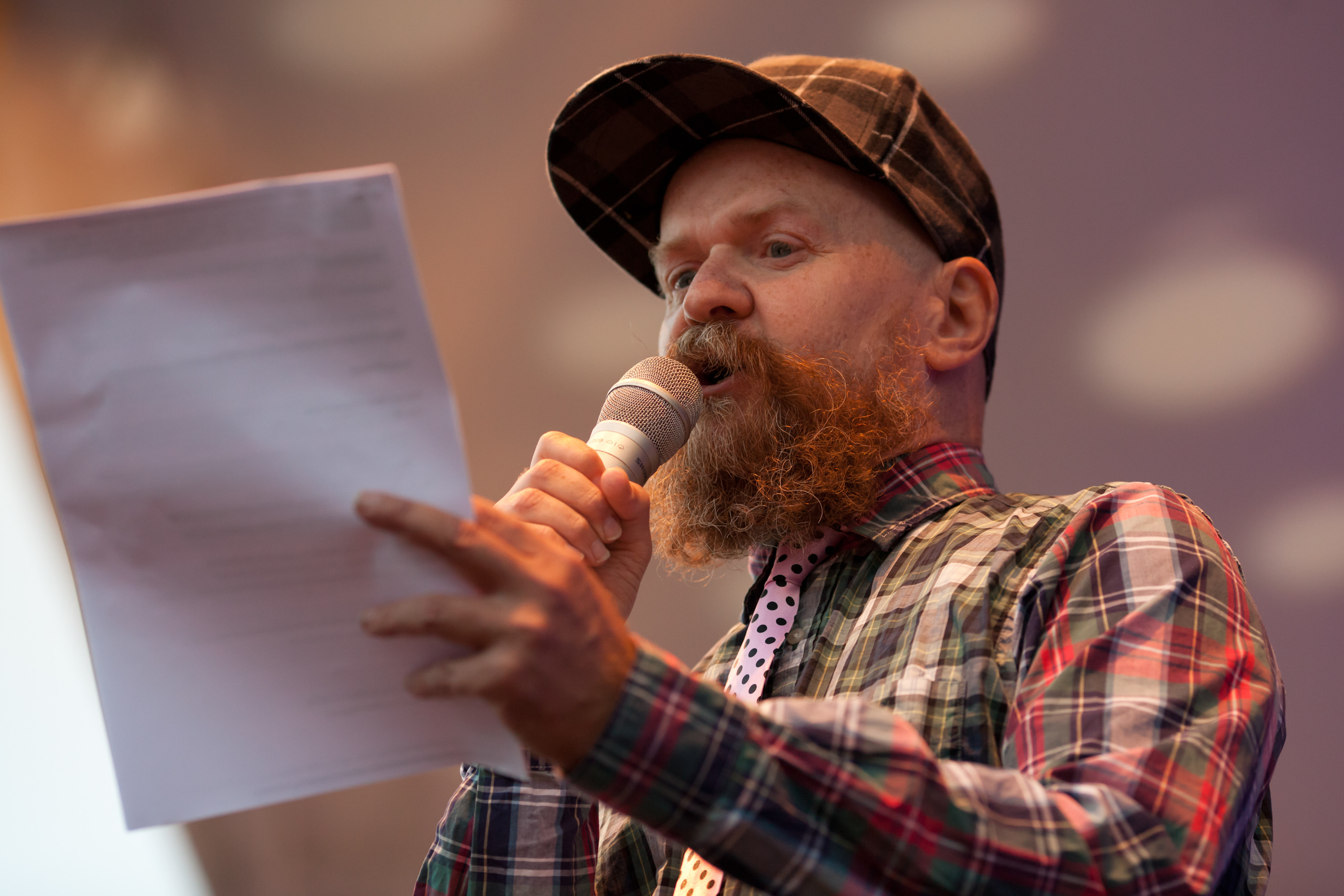
Stockholm Pride 2013

W 1992 roku razem z Ola Hakanssonem założył wytwórnię płytową Stockholm Records. Zaczynali od kontraktu z Army of Lovers, potem z The Cardigans. Stockholm Records wkrótce stało się największą niezależną wytwórnią skandynawską. W 1998 roku Bard sprzedał swoje udziały w wytwórni firmie Universal Music, po czym założył własną firmę Bullgod, w której zajmuje się produkcją płyt i managementem muzycznym. Najnowszy zespół wyprodukowany przez Barda to Bodies Without Organs (BWO). Zespół ma podpisany kontrakt z EMI i jest jednym z najpopularniejszych zespołów popowych w Skandynawii (w ciągu pierwszych dwóch lat dwa platynowe albumy i dziesięć hitów Top 10).
W 1996 roku, na zaproszenie swojego przyjaciela Kjella Nordströma (autora Funky Business), powrócił do Stockholm School of Economics jako wykładowca i badacz. W 1999 roku wygłosił serię wykładów na temat dramatycznych implikacji socjologicznych, wynikających z rewolucji mediów interaktywnych. Punktem wyjścia dla wywodów Barda była historia widziana z perspektywy cybernetyki. Wykłady cieszyły się bardzo dużą popularnością, a wydawcy walczyli o prawo do wydania ich wersji książkowej, która ostatecznie ukazała się w 2000 roku we współpracy z Janem Söderqvistem (angielski tytuł The Netocrats – Digital Class Wars And Life After Capitalism). Została ona przetłumaczona na 11 języków i stała się światowym bestsellerem. Obydwaj wydali w 2002 roku kolejną publikację pt. The Global Empire.
Aleksander Bard czynnie wprowadza w życie idee, które głosi – kieruje dziewięcioma międzynarodowymi tematycznymi sieciami internetowymi, m.in. "The Philosophy Network" łączącej 70 myślicieli z całego świata. Angażuje się też w politykę podejmując działania dotyczące zachowań społecznych, postaw wobec seksualności, narkotyków i mniejszości etnicznych. Przez siedem lat prowadził własne studia nad starożytną religią zaratusztriańską. W 1993 roku przeszedł na zaratusztrianizm, jako drugi w historii mieszkaniec Zachodu. Jest członkiem rady Kongregacji Zaratusztriańskiej w Sztokholmie i założycielem globalnej Asha Network – sieci łączącej przez Internet zaratusztrian z całego świata.
Prywatnym hobby Barda jest hodowla kłusaków, w czym również odnosi spore sukcesy. Dzięki temu hobby może opuścić miasto i wrócić do wiejskich korzeni.

Żyjemy w czasach zmiany, więc również wielkich eksperymentów. Ja sam budzę się rano, piję kawę, a później staram się zrobić coś, żeby dzień był przyjemny. Nigdy nie robię wielkich planów. I myślę, że większość kreatywnych ludzi dzisiaj podobnie jak ja robi równocześnie wiele różnych rzeczy. Przynajmniej jedna z nich pozwala im zarobić na utrzymanie, ale robią wszystko przede wszystkim dla zabawy. Nie twierdzę, że pieniądze w ogóle nie są ważne, ale istnieją stany pośrednie pomiędzy całkowitym brakiem pieniędzy i posiadaniem dużych pieniędzy. Każdy nadal oczekuje jakiegoś standardu życia – mieszkania, komputera, jedzenia i telefonu komórkowego? Ale to już nie kapitalizm, w którym chodziło o bycie jak najbogatszym. Dziś raczej chodzi o to, żeby wymyślić własny sposób na życie i być twórczym. To zapewnia znacznie wyższy status niż bogactwo.

## Bard w Polsce
Aleksander Bard jest częstym gościem dyskusji naukowych organizowanych w Polsce. 7 grudnia 2006 roku brał udział w konferencji "Kultura 2.0. Media – sztuka – dziedzictwo. Cyfrowy wymiar przyszłości" zorganizowanej w Warszawie. 24 kwietnia 2007 roku Bard gościł na Międzynarodowym Festiwalu Twórczości Telewizyjnej "Prix Visionica" we Wrocławiu, biorąc udział w dyskusji o przyszłości telewizji w obliczu nowych technologii, przemianach kultury i twórczości w dobie mediów. 6 sierpnia 2007 roku koncertował podczas Tall Ships Races w Szczecinie. 15 września 2010 roku wziął udział w konferencji InternetBeta w Rzeszowie.